# Großer Preis von Kanada 2013
Der Große Preis von Kanada 2013 (offiziell Formula 1 Grand Prix du Canada 2013) fand am 9. Juni auf dem Circuit Gilles-Villeneuve in Montreal statt und war das siebte Rennen der Formel-1-Weltmeisterschaft 2013.

## Berichte

### Hintergründe
Nach dem Großen Preis von Monaco führte Sebastian Vettel in der Fahrerwertung mit 21 Punkten vor Kimi Räikkönen und mit 29 Punkten vor Fernando Alonso. In der Konstrukteurswertung führte Red Bull-Renault mit 41 Punkten vor Ferrari und mit 52 Punkten vor Lotus-Renault.
Beim Großen Preis von Kanada stellt Pirelli den Fahrern die Reifenmischungen P Zero Medium (weiß) und P Zero Supersoft (rot) sowie für Nässe Cinturato Intermediates (grün) und Cinturato Full-Wets (blau) zur Verfügung.
Mit Lewis Hamilton (dreimal), Räikkönen, Alonso und Jenson Button (jeweils einmal) traten vier ehemalige Sieger zu diesem Grand Prix an.
Als Rennkommissare fungierten Garry Connelly (AUS), Martin Donnelly (GBR), Mike Kaerne (CAN) und Radovan Novak (CZE).

### Training
Das freie Training fand unter nassen Bedingungen statt. Die schnellste Zeit fuhr dort Paul di Resta vor Button und Romain Grosjean.
Im zweiten freien Training war die Strecke trocken. Alonso fuhr dort die schnellste Zeit vor Hamilton und Grosjean.
Das dritte freie Training beendete Mark Webber mit der schnellsten Zeit vor Adrian Sutil und Hamilton.

### Qualifying
Zu Beginn des Qualifyings war die Strecke nass, trocknete dann jedoch stetig ab. Die Bestzeiten wurden jedoch mit den Intermediates gefahren.
Im ersten Abschnitt des Qualifyings fuhr Sebastian Vettel die schnellste Zeit. Die Caterham- und Marussia-Piloten sowie Grosjean und di Resta schieden aus. Das zweite Segment wurde knapp zwei Minuten vor Schluss unterbrochen, da Felipe Massa die Kontrolle über sein Fahrzeug verlor und in die Streckenbegrenzung einschlug. Die restliche Zeit reichte lediglich noch für eine gezeitete Runde, in denen sich einige Fahrer noch verbesserten. Massa, Esteban Gutiérrez, Button, Pastor Maldonado, Sergio Pérez und Nico Hülkenberg schieden aus.
Im dritten Abschnitt fuhr Vettel erneut die schnellste Runde und sicherte sich seinen 39. Pole-Position seiner Karriere. Zweitschnellster war Lewis Hamilton vor Valtteri Bottas.
Im Anschluss an das Qualifying wurden Räikkönen und Daniel Ricciardo jeweils um zwei Plätze zurückgesetzt, da sie während des Abbruchs im zweiten Qualifyingabschnitt ihre Fahrzeuge nicht richtig abgestellt hatten.

### Rennen
Vettel behielt beim Start die Führung, Hamilton folgte ihm. Hamilton wiederum hielt seinen Teamkollegen Nico Rosberg hinter sich, dahinter folgten Webber und Alonso.
Bei der ersten Runde der Boxenstopps entschied sich Mercedes dafür, Hamilton mit superweichen Reifen auszustatten, während Webber und Alonso die langlebigeren Medium-Reifen aufzogen, und sie holten Hamilton bald ein und überholten ihn. Allerdings beschädigte Webber dann sein Auto, als er den Caterham von Giedo van der Garde überrundete, dieser erhielt eine 10-Sekunden-Stop-and-Go-Strafe, Webber fuhr fort, wurde dann aber von Alonso überholt.
Nach der zweiten Runde der Boxenstopps lag Alonso erneut hinter Hamilton, aber in Runde 63 überholte er den Mercedes-Fahrer und belegte hinter einem dominanten Vettel den zweiten Platz, Hamilton behielt den dritten Platz. Gegen Ende des Rennens drehte sich Gutiérrez von der Strecke. Beim Rücktransport des Sauber wurde der Marshal Mark Robinson beim Versuch, ein heruntergefallenes Headset aufzuheben vom Bergungsfahrzeug überfahren. Er starb später im Krankenhaus an seinen Verletzungen, mehrere Fahrer würdigten den Streckenarbeiter auf Twitter. Es war der erste Todesfall an einem Formel-1-Wochenende seit dem Großen Preis von Australien 2001. Damals kam ebenfalls ein Marshal ums Leben.
Vettel gewann das Rennen schlussendlich vor Alonso und Hamilton. Während Vettel stets einen größeren Vorsprung auf seinen Konkurrenten hatte, gab es im restlichen Feld einige Überholmanöver. Für Vettel war es der 29. Sieg in der Formel-1-Weltmeisterschaft.

## Meldeliste
| Team                          | Nr. | Fahrer              | Chassis           | Motor                | Reifen |
| ----------------------------- | --- | ------------------- | ----------------- | -------------------- | ------ |
| Infiniti Red Bull Racing      | 01  | Sebastian Vettel    | Red Bull RB9      | Renault 2.4 V8       | P      |
| Infiniti Red Bull Racing      | 02  | Mark Webber         | Red Bull RB9      | Renault 2.4 V8       | P      |
| Scuderia Ferrari              | 03  | Fernando Alonso     | Ferrari F138      | Ferrari 2.4 V8       | P      |
| Scuderia Ferrari              | 04  | Felipe Massa        | Ferrari F138      | Ferrari 2.4 V8       | P      |
| Vodafone McLaren Mercedes     | 05  | Jenson Button       | McLaren MP4-28    | Mercedes-Benz 2.4 V8 | P      |
| Vodafone McLaren Mercedes     | 06  | Sergio Pérez        | McLaren MP4-28    | Mercedes-Benz 2.4 V8 | P      |
| Lotus F1 Team                 | 07  | Kimi Räikkönen      | Lotus E21         | Renault 2.4 V8       | P      |
| Lotus F1 Team                 | 08  | Romain Grosjean     | Lotus E21         | Renault 2.4 V8       | P      |
| Mercedes AMG Petronas F1 Team | 09  | Nico Rosberg        | Mercedes F1 W04   | Mercedes-Benz 2.4 V8 | P      |
| Mercedes AMG Petronas F1 Team | 10  | Lewis Hamilton      | Mercedes F1 W04   | Mercedes-Benz 2.4 V8 | P      |
| Sauber F1 Team                | 11  | Nico Hülkenberg     | Sauber C32        | Ferrari 2.4 V8       | P      |
| Sauber F1 Team                | 12  | Esteban Gutiérrez   | Sauber C32        | Ferrari 2.4 V8       | P      |
| Sahara Force India F1 Team    | 14  | Paul di Resta       | Force India VJM06 | Mercedes-Benz 2.4 V8 | P      |
| Sahara Force India F1 Team    | 15  | Adrian Sutil        | Force India VJM06 | Mercedes-Benz 2.4 V8 | P      |
| Williams F1 Team              | 16  | Pastor Maldonado    | Williams FW35     | Renault 2.4 V8       | P      |
| Williams F1 Team              | 17  | Valtteri Bottas     | Williams FW35     | Renault 2.4 V8       | P      |
| Scuderia Toro Rosso           | 18  | Jean-Éric Vergne    | Toro Rosso STR8   | Ferrari 2.4 V8       | P      |
| Scuderia Toro Rosso           | 19  | Daniel Ricciardo    | Toro Rosso STR8   | Ferrari 2.4 V8       | P      |
| Caterham F1 Team              | 20  | Alexander Rossi     | Caterham CT03     | Renault 2.4 V8       | P      |
| Caterham F1 Team              | 20  | Charles Pic         | Caterham CT03     | Renault 2.4 V8       | P      |
| Caterham F1 Team              | 21  | Giedo van der Garde | Caterham CT03     | Renault 2.4 V8       | P      |
| Marussia F1 Team              | 22  | Jules Bianchi       | Marussia MR02     | Cosworth 2.4 V8      | P      |
| Marussia F1 Team              | 23  | Max Chilton         | Marussia MR02     | Cosworth 2.4 V8      | P      |

Anmerkungen
1. 1 2  Rossi fuhr den Caterham mit der Nummer 20 im ersten freien Training. Pic übernahm das Fahrzeug anschließend für das restliche Rennwochenende.

## Klassifikationen

### Qualifying
| Pos.                                                                      | Fahrer              | Konstrukteur         | Q1       | Q2       | Q3       | Start |
| ------------------------------------------------------------------------- | ------------------- | -------------------- | -------- | -------- | -------- | ----- |
| 01                                                                        | Sebastian Vettel    | Red Bull-Renault     | 1:22,318 | 1:28,166 | 1:25,425 | 01    |
| 02                                                                        | Lewis Hamilton      | Mercedes             | 1:23,801 | 1:27,649 | 1:25,512 | 02    |
| 03                                                                        | Valtteri Bottas     | Williams-Renault     | 1:23,446 | 1:28,419 | 1:25,897 | 03    |
| 04                                                                        | Nico Rosberg        | Mercedes             | 1:23,840 | 1:28,420 | 1:26,008 | 04    |
| 05                                                                        | Mark Webber         | Red Bull-Renault     | 1:23,247 | 1:28,145 | 1:26,208 | 05    |
| 06                                                                        | Fernando Alonso     | Ferrari              | 1:23,224 | 1:28,788 | 1:26,504 | 06    |
| 07                                                                        | Jean-Éric Vergne    | Toro Rosso-Ferrari   | 1:24,159 | 1:28,527 | 1:26,543 | 07    |
| 08                                                                        | Adrian Sutil        | Force India-Mercedes | 1:24,551 | 1:28,799 | 1:27,348 | 08    |
| 09                                                                        | Kimi Räikkönen      | Lotus-Renault        | 1:24,451 | 1:28,667 | 1:27,432 | 10    |
| 10                                                                        | Daniel Ricciardo    | Toro Rosso-Ferrari   | 1:24,770 | 1:29,359 | 1:27,946 | 11    |
| 11                                                                        | Nico Hülkenberg     | Sauber-Ferrari       | 1:23,899 | 1:29,435 | –        | 09    |
| 12                                                                        | Sergio Pérez        | McLaren-Mercedes     | 1:24,176 | 1:29,761 | –        | 12    |
| 13                                                                        | Pastor Maldonado    | Williams-Renault     | 1:24,776 | 1:29,917 | –        | 13    |
| 14                                                                        | Jenson Button       | McLaren-Mercedes     | 1:24,021 | 1:30,068 | –        | 14    |
| 15                                                                        | Esteban Gutiérrez   | Sauber-Ferrari       | 1:24,408 | 1:30,315 | –        | 15    |
| 16                                                                        | Felipe Massa        | Ferrari              | 1:23,735 | 1:30,354 | –        | 16    |
| 17                                                                        | Paul di Resta       | Force India-Mercedes | 1:24,908 | –        | –        | 17    |
| 18                                                                        | Charles Pic         | Caterham-Renault     | 1:25,626 | –        | –        | 18    |
| 19                                                                        | Romain Grosjean     | Lotus-Renault        | 1:25,716 | –        | –        | 22    |
| 20                                                                        | Jules Bianchi       | Marussia-Cosworth    | 1:26,508 | –        | –        | 19    |
| 21                                                                        | Max Chilton         | Marussia-Cosworth    | 1:27,062 | –        | –        | 20    |
| 22                                                                        | Giedo van der Garde | Caterham-Renault     | 1:27,110 | –        | –        | 21    |
| 107-Prozent-Zeit: 1:28,080 min (bezogen auf Q1-Bestzeit von 1:22,318 min) |                     |                      |          |          |          |       |

Anmerkungen
1. ↑  Räikkönen wurde wegen falsch abgestellten Fahrzeugs während des Qualifyingabbruchs um zwei Plätze nach hinten versetzt.
2. ↑  Ricciardo wurde wegen falsch abgestellten Fahrzeugs während des Qualifyingabbruchs um zwei Plätze nach hinten versetzt.
3. ↑  Grosjean wurde wegen des Verursachens einer Kollision beim Großen Preis von Monaco um zehn Plätze nach hinten versetzt.

### Rennen
| Pos. | Fahrer              | Konstrukteur         | Runden | Stopps | Zeit        | Start | Schnellste Runde |
| ---- | ------------------- | -------------------- | ------ | ------ | ----------- | ----- | ---------------- |
| 01   | Sebastian Vettel    | Red Bull-Renault     | 70     | 2      | 1:32:09,143 | 01    | 1:16,561 (55.)   |
| 02   | Fernando Alonso     | Ferrari              | 70     | 2      | + 14,408    | 06    | 1:16,203 (69.)   |
| 03   | Lewis Hamilton      | Mercedes             | 70     | 2      | + 15,942    | 02    | 1:16,354 (69.)   |
| 04   | Mark Webber         | Red Bull-Renault     | 70     | 2      | + 25,731    | 05    | 1:16,182 (69.)   |
| 05   | Nico Rosberg        | Mercedes             | 70     | 3      | + 1:09,725  | 04    | 1:16,534 (70.)   |
| 06   | Jean-Éric Vergne    | Toro Rosso-Ferrari   | 69     | 2      | + 1 Runde   | 07    | 1:17,909 (61.)   |
| 07   | Paul di Resta       | Force India-Mercedes | 69     | 1      | + 1 Runde   | 17    | 1:17,841 (63.)   |
| 08   | Felipe Massa        | Ferrari              | 69     | 2      | + 1 Runde   | 16    | 1:16,939 (69.)   |
| 09   | Kimi Räikkönen      | Lotus-Renault        | 69     | 1      | + 1 Runde   | 10    | 1:17,766 (61.)   |
| 10   | Adrian Sutil        | Force India-Mercedes | 69     | 3      | + 1 Runde   | 08    | 1:17,694 (68.)   |
| 11   | Sergio Pérez        | McLaren-Mercedes     | 69     | 2      | + 1 Runde   | 12    | 1:17,369 (69.)   |
| 12   | Jenson Button       | McLaren-Mercedes     | 69     | 1      | + 1 Runde   | 14    | 1:17,458 (68.)   |
| 13   | Romain Grosjean     | Lotus-Renault        | 69     | 2      | + 1 Runde   | 22    | 1:17,607 (62.)   |
| 14   | Valtteri Bottas     | Williams-Renault     | 69     | 2      | + 1 Runde   | 03    | 1:18,004 (63.)   |
| 15   | Daniel Ricciardo    | Toro Rosso-Ferrari   | 68     | 2      | + 2 Runden  | 11    | 1:18,257 (68.)   |
| 16   | Pastor Maldonado    | Williams-Renault     | 68     | 3      | + 2 Runden  | 13    | 1:18,105 (68.)   |
| 17   | Jules Bianchi       | Marussia-Cosworth    | 68     | 1      | + 2 Runden  | 19    | 1:18,873 (68.)   |
| 18   | Charles Pic         | Caterham-Renault     | 67     | 2      | + 3 Runden  | 18    | 1:19,380 (60.)   |
| 19   | Max Chilton         | Marussia-Cosworth    | 67     | 1      | + 3 Runden  | 20    | 1:19,566 (67.)   |
| 20   | Esteban Gutiérrez   | Sauber-Ferrari       | 63     | 2      | DNF         | 15    | 1:19,478 (52.)   |
| –    | Nico Hülkenberg     | Sauber-Ferrari       | 45     | 2      | DNF         | 09    | 1:19,056 (40.)   |
| –    | Giedo van der Garde | Caterham-Renault     | 43     | 4      | DNF         | 21    | 1:21,811 (42.)   |

## WM-Stände nach dem Rennen
Die ersten zehn des Rennens bekamen 25, 18, 15, 12, 10, 8, 6, 4, 2 bzw. 1 Punkt(e).

### Fahrerwertung
| Pos. | Fahrer           | Konstrukteur         | Punkte |
| ---- | ---------------- | -------------------- | ------ |
| 01   | Sebastian Vettel | Red Bull-Renault     | 132    |
| 02   | Fernando Alonso  | Ferrari              | 96     |
| 03   | Kimi Räikkönen   | Lotus-Renault        | 88     |
| 04   | Lewis Hamilton   | Mercedes             | 77     |
| 05   | Mark Webber      | Red Bull-Renault     | 69     |
| 06   | Nico Rosberg     | Mercedes             | 57     |
| 07   | Felipe Massa     | Ferrari              | 49     |
| 08   | Paul di Resta    | Force India-Mercedes | 34     |
| 09   | Romain Grosjean  | Lotus-Renault        | 26     |
| 10   | Jenson Button    | McLaren-Mercedes     | 25     |
| 11   | Adrian Sutil     | Force India-Mercedes | 17     |

| Pos. | Fahrer              | Konstrukteur       | Punkte |
| ---- | ------------------- | ------------------ | ------ |
| 12   | Jean-Éric Vergne    | Toro Rosso-Ferrari | 13     |
| 13   | Sergio Pérez        | McLaren-Mercedes   | 12     |
| 14   | Daniel Ricciardo    | Toro Rosso-Ferrari | 7      |
| 15   | Nico Hülkenberg     | Sauber-Ferrari     | 5      |
| 16   | Valtteri Bottas     | Williams-Renault   | 0      |
| 17   | Esteban Gutiérrez   | Sauber-Ferrari     | 0      |
| 18   | Pastor Maldonado    | Williams-Renault   | 0      |
| 19   | Jules Bianchi       | Marussia-Cosworth  | 0      |
| 20   | Charles Pic         | Caterham-Renault   | 0      |
| 21   | Max Chilton         | Marussia-Cosworth  | 0      |
| 22   | Giedo van der Garde | Caterham-Renault   | 0      |

### Konstrukteurswertung
| Pos. | Konstrukteur         | Punkte |
| ---- | -------------------- | ------ |
| 01   | Red Bull-Renault     | 201    |
| 02   | Ferrari              | 145    |
| 03   | Mercedes             | 134    |
| 04   | Lotus-Renault        | 114    |
| 05   | Force India-Mercedes | 51     |
| 06   | McLaren-Mercedes     | 37     |

| Pos. | Konstrukteur       | Punkte |
| ---- | ------------------ | ------ |
| 07   | Toro Rosso-Ferrari | 20     |
| 08   | Sauber-Ferrari     | 5      |
| 09   | Williams-Renault   | 0      |
| 10   | Marussia-Cosworth  | 0      |
| 11   | Caterham-Renault   | 0      |